# دلری بیچ (فلوریدا)
دلری بیچ (به انگلیسی: Delray Beach) شهری در شهرستان پام بیچ ایالت فلوریدا است که در سال ۱۹۱۱ بنیان‌گذاری شده‌است. این شهر طبق سرشماری سال ۲۰۱۰ میلادی، ۶۰٬۵۲۲ نفر جمعیت داشته و مساحت آن نیز ۴۱٫۲ کیلومتر مربع است.